# 藤原範兼
藤原 範兼（ふじわら の のりかね）は、平安時代末期の公家。藤原南家貞嗣流。従三位大学頭、刑部卿。従四位下式部少輔藤原能兼（1086年 - 1139年）の長男。弟に範季。子に従二位権中納言範光、後鳥羽天皇の乳母で権勢を誇った事で知られる範子・兼子姉妹がいる。叔母（能兼の妹）は源頼政の母。

## 経歴
儒家の家に生まれ、学者として知られた。父・能兼が保延5年（1139年）に死去すると、残された10歳の弟範季を引き取って養子とした。永万元年（1165年）に死去。享年59。残された幼い子供達は範季に引き取られて養育された。範季が高倉天皇の第4皇子・尊成親王（後の後鳥羽天皇）の乳母父となった事から、範兼の娘の範子・兼子らも乳母として親王に仕え、その即位ののちは権勢を振るった。土御門天皇は曾孫にあたる。

## 系譜
- 父：藤原能兼
- 母：高階為賢の娘（紫式部の玄孫）
- 妻：源俊重の娘
  - 男子：藤原範光（1154-1213）
- 妻：不詳（生母不明）
  - 男子：藤原俊季
  - 男子：藤原範重
  - 男子：藤原重季
  - 男子：経顕
  - 男子：経兼
  - 女子：藤原範子（1152?-1200） - 土御門天皇外祖母
  - 女子：藤原兼子（1155-1229） - 後鳥羽天皇乳母
  - 女子：藤原伊実室
  - 女子：藤原家輔室